# تبتی معیار
تبتی معیار (به تبتی: བོད་སྐད་ bod skad) یا گاه به سادگی زبان تبتی، گونهٔ معیار زبان‌های تبتی و زبان رسمی منطقه خودمختار تبت است. این گونه بر پایه گویش شهر لهاسا بنا شده‌است و گاه بدان تبتی لهاسایی نیز گفته می‌شود. گویش‌های دیگر تبتی در استان‌های سیچوان، چینگهای و یوننان کشور چین (که بیشتر جمعیتشان تبتی هستند) و در قسمت‌هایی از نپال، هند و پاکستان (در ناحیه جامو و کشمیر و بلتستان) به کار می‌روند.
تبتی زبانی نواخت‌بر است. بدین معنی که هر هجا با تغییر طرز تلفظ (مثلاً اینکه زیر یا بم، کشیده یا ضربی تلفظ شود) معنایش فرق و در نتیجه معنای کلمات و جملات تغییر می‌کند. با گسترش آیین بودایی تبتی، زبان تبتی به دنیای غرب گسترش یافته‌است و می‌توان آن را در بسیاری از نشریات بودایی و مطالب دعایی یافت. برخی از دانشجویان غربی این زبان را برای ترجمه متون تبتی یادمی‌گیرند. بیرون از خود لهاسا، تقریباً ۲۰۰٫۰۰۰ نفر از تبعیدیان تبتی که از تبت امروزی به هند و دیگر کشورها نقل مکان کرده‌اند، به این گویش صحبت می‌کنند.

## واج‌شناسی
در زیر خلاصه‌ای از سامانه واج‌شناسی گویش تبتی لهاسا، تأثیرگذارترین گونه زبان تبتی، ارائه شده‌است.

### واکه‌ها
هشت واکه در زبان معیار یافت می‌شود:
|            | پیشین | پسین |
| ---------- | ----- | ---- |
| بسته       | i y   | u    |
| بسته-میانه | e ø   | o    |
| باز-میانه  | ɛ     |      |
| باز        |       | ɑ    |

### همخوان‌ها
|         | دولبی | دولبی | لثوی | لثوی | برگشته   | برگشته | کامی | کامی | نرم‌کامی | نرم‌کامی | چاکنایی |
| ------- | ----- | ----- | ---- | ---- | -------- | ------ | ---- | ---- | ------- | ------- | ------- |
| خیشومی  | m     | m     | n    | n    |          |        | ɲ    | ɲ    | ŋ       | ŋ       |         |
| انسدادی | pʰ    | p     | tʰ   | t    | ʈʰ ~ ʈʂʰ | ʈ ~ ʈʂ | cʰ   | c    | kʰ      | k       | ʔ       |
| انسایشی |       |       | tsʰ  | ts   | ʈʰ ~ ʈʂʰ | ʈ ~ ʈʂ | tɕʰ  | tɕ   |         |         |         |
| سایشی   |       |       | s    | s    | ʂ        | ʂ      | ɕ    | ɕ    |         |         | h       |
| ناسوده  | w ~ ɥ | w ~ ɥ | ɹ̥    | ɹ    |          |        | j    | j    |         |         |         |
| کناری   |       |       | l̥    | l    |          |        | ʎ    | ʎ    |         |         |         |

### نواخت‌ها
گویش لهاسا معمولاً دو نواخت دارد: بالا و پایین. در کلمات تک‌هجایی، هر نواخت می‌تواند با دو خط مجزا رخ دهد. در کلمات چندهجایی، نواخت مهم نیست مگر در هجای اول.

## سامانه نوشتاری
تبتی با یک دبیره براهمایی با یک دستور خط محافظه‌کارانه تاریخی نوشته می‌شود که واج‌شناسی تبتی باستان را بازتاب می‌کند و به وحدت زبانی تبتی کمک می‌کند. این خط همچنین در بازسازی نیاچینی-تبتی و چینی کهن مفید است.
الفبای تبتی از چپ به راست نوشته می‌شود. حروف آن عبارتند از:
|                      | غیرحلقی بلند | غیرحلقی بلند | حلقی میانه | حلقی میانه | واک‌دار کوتاه | واک‌دار کوتاه | خیشومی کوتاه | خیشومی کوتاه |
|                      | حرف          | IPA          | حرف        | IPA        | حرف          | IPA          | حرف          | IPA          |
| -------------------- | ------------ | ------------ | ---------- | ---------- | ------------ | ------------ | ------------ | ------------ |
| زبانی                | ཀ            | /ka/         | ཁ          | /kʰa/      | ག            | /ɡa*/        | ང            | /ŋa/         |
| کامی                 | ཅ            | /tʃa/        | ཆ          | /tʃʰa/     | ཇ            | /dʒa*/       | ཉ            | /ɲa/         |
| دندانی               | ཏ            | /ta/         | ཐ          | /tʰa/      | ད            | /da*/        | ན            | /na/         |
| دندانی               | ཙ            | /tsa/        | ཚ          | /tsʰa/     | ཛ            | /dza*/       | ཝ            | /wa/         |
| لبی                  | པ            | /pa/         | ཕ          | /pʰa/      | བ            | /ba*/        | མ            | /ma/         |
| کوتاه                | ཞ            | /ʒa*/        | ཟ          | /za*/      | འ            | /a/ ⟨ʼa⟩     | ཡ            | /ja/         |
| میانه                | ར            | /ra/         | ལ          | /la/       | ཤ            | /ʃa/         | ས            | /sa/         |
| بالا                 | ཧ            | /ha/         | ཨ          | /a/ ⟨ꞏa⟩   |              |              |              |              |
| * – فقط در وام‌واژه‌ها |              |              |            |            |              |              |              |              |

نویسه‌گردانی وایلی رایج‌ترین سامانه لاتین‌نویسی تبتی است که توسط پژوهشگران غربی برای نوشتن تبتی به الفبای لاتین استفاده می‌شود. پین‌یین تبتی، سامانه لاتین‌نویسی رسمی است که توسط دولت چین به کار می‌رود.

## وضعیت کنونی
در بیشتر تبت، آموزش ابتدایی یا به‌طور عمده یا به‌طور کامل به زبان تبتی انجام می‌شود و آموزش دو زبانه به ندرت قبل از رسیدن دانش آموزان به دوره راهنمایی انجام می‌شود. با این حال، زبان چینی در بسیاری از مدارس متوسطه تبت تنها زبان آموزشی است. برای تحصیلات دانشگاهی امکان تحصیل در رشته‌های انسانی در تعدادی از کالج‌های اقلیت در تبت فراهم است. سواد و نرخ ثبت نام همچنان مهمترین نگرانی دولت چین است. بسیاری از جمعیت بزرگسال در تبت بی‌سواد هستند و علی‌رغم سیاست‌های اجباری آموزش، بسیاری از والدین در مناطق روستایی قادر به فرستادن فرزندان خود به مدرسه نیستند.

## اعداد
اعداد تبتی به گونه‌ای متفاوت از اعداد فارسی و بسیار شبیه به اعداد هندی وجود دارند.
| اعداد تبتی   | ༠ | ༡ | ༢ | ༣ | ༤ | ༥ | ༦ | ༧ | ༨ | ༩ |
| اعداد هندی   | ० | १ | २ | ३ | ४ | ५ | ६ | ७ | ८ | ९ |
| اعداد بنگالی | ০ | ১ | ২ | ৩ | ৪ | ৫ | ৬ | ৭ | ৮ | ৯ |
| اعداد فارسی  | ۰ | ۱ | ۲ | ۳ | ۴ | ۵ | ۶ | ۷ | ۸ | ۹ |